# Jan Kasiak
Jan Kasiak (ur. 4 września 1929 w Lasocinie, zm. 6 marca 2003) – polski zootechnik, poseł na Sejm PRL III i IV kadencji.

## Życiorys
Uzyskał wykształcenie wyższe, z zawodu inżynier zootechnik. Był kierownikiem Państwowego Gospodarstwa Rolnego w Krzczonowie oraz dyrektorem Stacji Szkółkarsko-Nasiennej w Podolanach. W 1961 i 1965 uzyskiwał mandat posła na Sejm PRL III i IV kadencji z okręgu Busko-Zdrój, przez dwie kadencje zasiadał w Komisji Rolnictwa i Przemysłu Spożywczego. Należał do Polskiej Zjednoczonej Partii Robotniczej.
Odznaczony Złotym Krzyżem Zasługi.
Został pochowany na cmentarzu parafialnym w Kazimierzy Wielkiej.